# Xunqueira de Espadanedo
Xunqueira de Espadanedo – gmina w Hiszpanii, w prowincji Ourense, w Galicji, o powierzchni 27,65 km². W 2011 roku gmina liczyła 892 mieszkańców.